# 용신로
용신로 (Yongsin-ro)는 경기도 안산시 상록구 사동사리삼거리에서 상록구 성포동북고개삼거리를 잇는 도로이다.

## 주요 경유지
경기도
- 안산시 상록구 (사동 . 본오동 . 일동)

## 노선 경로
| 이름                               | 접속 노선               | 경유지         | 경유지         | 경유지         | 비고           |
| 해안로 와 직결                     | 해안로 와 직결          | 해안로 와 직결 | 해안로 와 직결 | 해안로 와 직결 | 해안로 와 직결 |
| ---------------------------------- | ----------------------- | -------------- | -------------- | -------------- | -------------- |
| 사리사거리                         | 광덕대로                | 안산시         | 상록구         | 사동           |                |
| 안산8교사거리 (꿈의교회사거리)     | 한양대학로              | 안산시         | 상록구         | 사동           |                |
| (이름없음)                         | 안산천남1로 한양대학2길 | 안산시         | 상록구         | 사동           |                |
| 성안고사거리                       | 한양대학로 석호공원로   | 안산시         | 상록구         | 사동           |                |
| 석호초교사거리                     | 석호로                  | 안산시         | 상록구         | 사동           |                |
| 서원호텔사거리                     | 서암로                  | 안산시         | 상록구         | 사동           |                |
| (이름없음)                         | 용하공원로 석호공원로   | 안산시         | 상록구         | 사동           |                |
| 용신고가차도 (용신고가차도 사거리) | 광덕4로 감골로          | 안산시         | 상록구         | 사동           |                |
| 용신고가차도 (용신고가차도 사거리) | 본오동                  | 안산시         | 상록구         |                |                |
| (이름없음)                         | 안산대학로              | 안산시         | 상록구         |                |                |
| 상록수역사거리                     | 본오로                  | 안산시         | 상록구         |                |                |
| (이름없음)                         | 각골로                  | 안산시         | 상록구         |                |                |
| 북고개삼거리                       | 국도 제39호선 (수인로)  | 안산시         | 상록구         | 일동           |                |

## 주요건물및 시설
- 투썸플레이스 안산꿈의교회점 (경기도 안산시 상록구 사동용신로 128)
- 성안고등학교 (경기도 안산시 상록구 사동 용신로 170)
- 타이어태크 사동점 (경기도 안산시 상록구 사동용신로 242)
- 쉐보레 안산남부전시장 (경기도 안산시 상록구 사동용신로 244)
- 근로복지공단 안산지사 (경기도 안산시 상록구 본오동용신로 347)
- 롯데하이마트 상록수점 (경기도 안산시 상록구 본오동용신로 359)
- 안산상록수우체국 (경기도 안산시 상록구 본오동용신로 364)
- 본오3동 행정복지센터 (경기도 안산시 상록구 본오동용신로 376)
- GS25 안산신영점 (경기도 안산시 상록구 본오동용신로 381)
- KB국민은행 상록수지점 (경기도 안산시 상록구 본오동용신로 390)
- SK텔레콤 지은대리점 상록수역직영점 (경기도 안산시 상록구 본오동용신로 403)
- 상록수체육관 (경기도 안산시 상록구 본오동용신로 422)
- 세븐일레븐 안산본오3호점 (경기도 안산시 상록구 본오동용신로 446)